# La Granadella (kommunhuvudort)
La Granadella är en kommunhuvudort i Spanien.   Den ligger i provinsen Província de Lleida och regionen Katalonien, i den östra delen av landet, 400 km öster om huvudstaden Madrid. La Granadella ligger 536 meter över havet och antalet invånare är 792.
Terrängen runt La Granadella är kuperad åt sydväst, men åt nordost är den platt. La Granadella ligger uppe på en höjd. Runt La Granadella är det mycket glesbefolkat, med 7 invånare per kvadratkilometer. Närmaste större samhälle är Flix, 16,4 km sydväst om La Granadella. Trakten runt La Granadella består till största delen av jordbruksmark.